# Sludica
Sludica is een geslacht van uitgestorven synapsiden uit de familie Procynosuchidae van de Cynodontia, dat leefde in het Laat-Perm.
Op basis van enkele tanden uit sedimenten in de Vologda-regio in Rusland, die dateren uit het tijdvak Wuchiapingien, werd deze soort in 2012 door Michail Feodosiewitsj Iwachnenko beschreven. 